# PZL Bielsko SZD-22
Die PZL Bielsko SZD-22 Mucha Standard ist ein polnisches Segelflugzeug der Standard-Klasse. SZD steht für Szybowcowy Zakład Doświadczalny (Segelflugzeug-Entwicklungswerk).

## Entwicklung und Geschichte
Entworfen wurde die SZD-22 Mucha (deutsch Fliege) als Nachfolger der IS-2 Mucha und SZD-12 Mucha 100 für die Segelflugmeisterschaften von 1958. Für die Konstruktion zeichneten W. Nowakowski, R. Grzywacz und R. Zatwardzicki verantwortlich. Der Erstflug des Prototyps mit dem Kennzeichen SP–1748 wurde von Adam Zientka am 10. Februar 1958 absolviert. Es folgte noch ein zweiter Prototyp (SP–1749) mit einigen Änderungen an Rumpf und Tragflügeln. Eingeflogen wurde er am 6. Juni 1958, ebenfalls durch Zientka. Mit diesem Flugzeug konnte Adam Witek 1958 in Leszno den ersten polnischen Weltmeistertitel in der Standard-Klasse erringen. Auf seiner Grundlage wurde eine Kleinserie von acht als SZD-22A bezeichneten Flugzeugen, von denen sieben exportiert wurden, hergestellt. Die erste Serien-Mucha flog am 2. Oktober 1959 mit S. Szydlewski und der Registrierung SP–2102.
Als nächste Version entstand die SZD-22B. Sie war mit einer Wasserballastanlage ausgerüstet, die aus zwei Gummibehältern bestand, die in die Tragflügelvorderkanten eingeschoben werden konnten. Der Erstflug erfolgte mit Zientek am Steuer am 16. Februar 1960 (Kennzeichen SP–2107). Anschließend wurde eine Serie von 40 Stück aufgelegt. Es folgten die SZD-22C mit nur bis zum Hauptholm mit Sperrholz beplankten und dahinter mit Stoff bespannten Tragflächen und die SZD-22D mit nach vorn versetztem Hauptrad und veränderter Gleitkufe.
Die letzte Ausführung erhielt die Bezeichnung SZD-22E. Ihr Hauptmerkmal war der Tragflügel mit einer veränderten Schränkung von −4,5° zwischen der elften und 25. Rippe. Es wurde nur ein Exemplar gebaut, das am 9. Januar 1961 erstmals flog. Insgesamt entstanden bis zur Einstellung der Produktion im Jahr 1962 286 Serienflugzeuge, von denen 116 in den Export gingen.

## Technischer Aufbau
Die Mucha Standard ist ein Schulterdecker in Ganzholz-Halbschalenbauweise. Der Rumpf besitzt einen ovalen Querschnitt und ist mit 1,5- bis 2,0-mm-Sperrholz beplankt. Die freitragenden Tragflügel sind mit einem Hauptholm und einem Hilfs-Querholm ausgestattet und verfügen auf Ober- und Unterseite über ausfahrbare Schempp-Hirth-Luftbremsen aus Holz. Die Beplankung besteht im vorderen Bereich aus 1,0- bis 1,5-mm-Sperrholz, der Bereich hinter dem Hauptholm ist mit Stoff bespannt. Das freitragende Normalleitwerk ist wie das Tragwerk in gemischter Holz-/Stoffbauweise verkleidet. Das Fahrwerk besteht aus dem nicht einziehbaren, ungefederten und abbremsbaren Hauptrad (300 × 125 mm), einer hölzernen Gleitkufe am Bug und einer Heckkufe.

## Nutzerstaaten

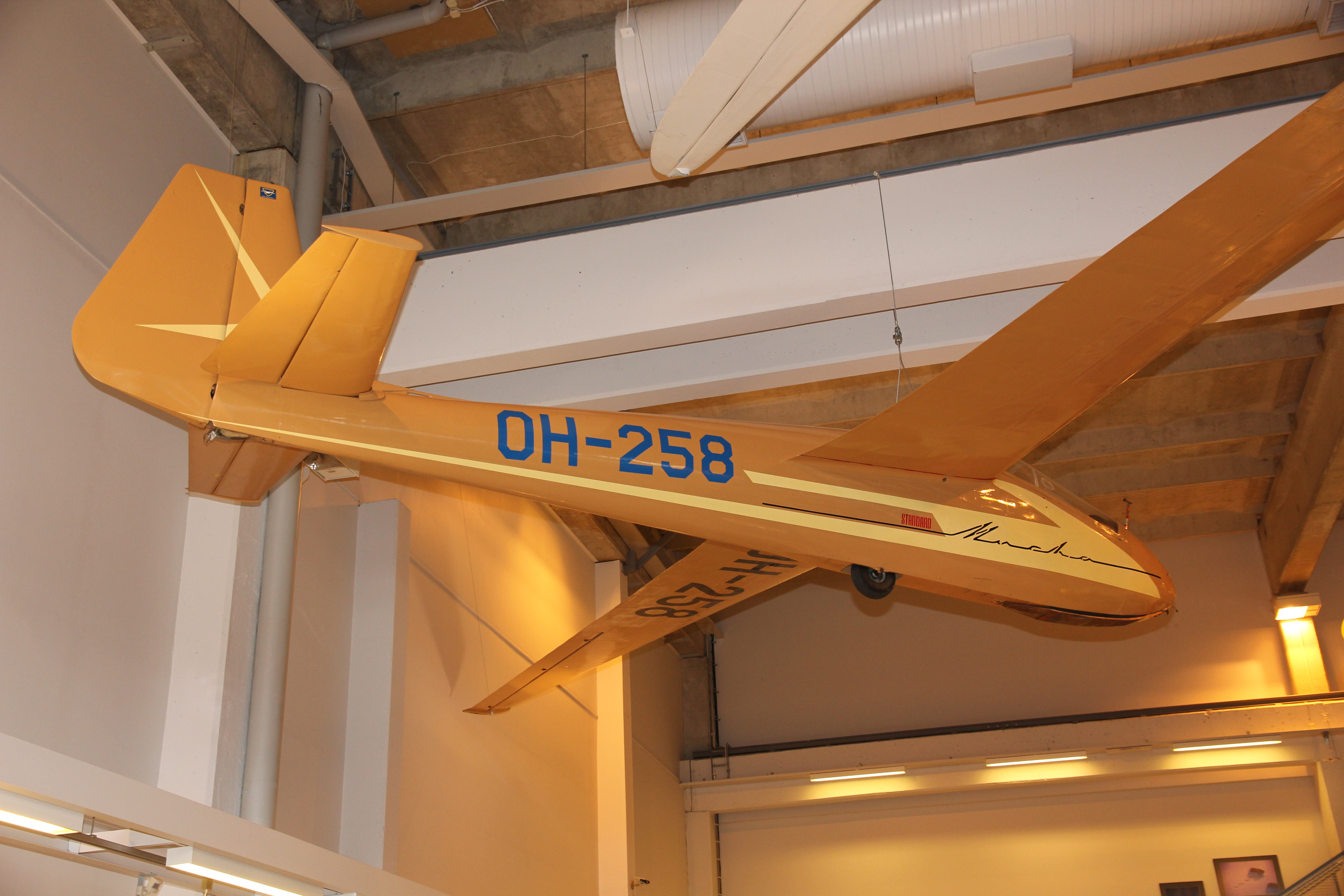
SZD-22 im Finnischen Luftwaffenmuseum

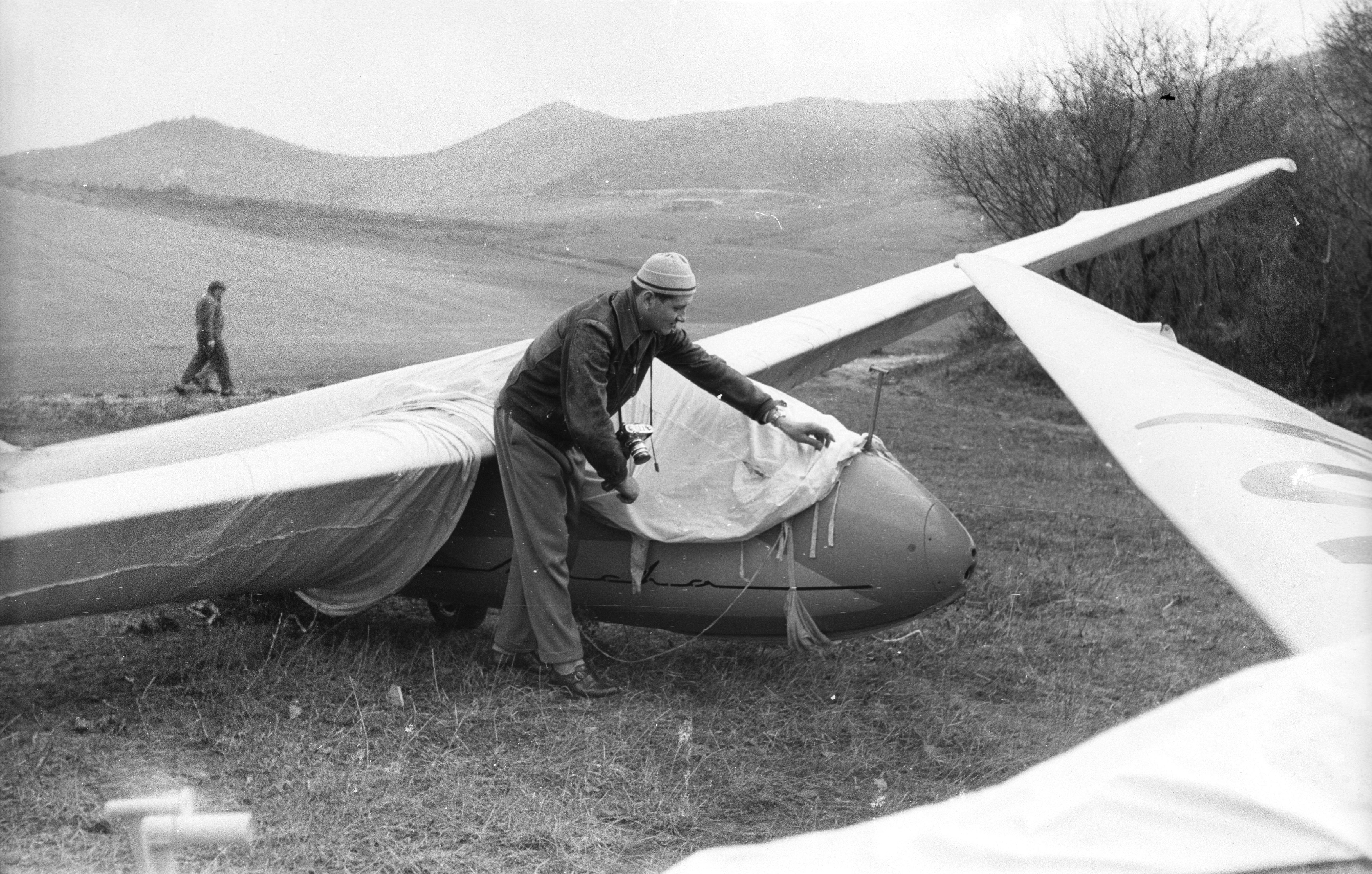
Ungarische SZD-22C (1963)

- Argentinien
- Australien
- Belgien
- Dänemark
- Deutschland
- Finnland
- Griechenland
- Italien
- Jugoslawien
- Mexiko
- Norwegen
- Österreich
- Polen
- Portugal
- Schweden
- Schweiz
- Tunesien
- Türkei
- Ungarn
- Vereinigtes Königreich
- Vereinigte Staaten

## Technische Daten
| Kenngröße              | Daten (SZD-22C)                         |
| ---------------------- | --------------------------------------- |
| Spannweite             | 14,98 m                                 |
| Länge                  | 7,00 m                                  |
| Höhe                   | 1,64 m                                  |
| Flügelfläche           | 12,75 m²                                |
| Flügelstreckung        | 17,60                                   |
| Flügelbelastung        | maximal 25,00 kg/m²                     |
| Leermasse              | 236 kg                                  |
| Zuladung               | 90 kg                                   |
| Startmasse             | 326 kg                                  |
| Höchstgeschwindigkeit  | 250 km/h                                |
| Mindestgeschwindigkeit | 59 km/h                                 |
| Gleitzahl              | 27,8 bei 75 km/h                        |
| Geringstes Sinken      | 0,73 m/s bei 71 km/h                    |
| Profil                 | Gö 549 (Flügelwurzel) M-12 (Flügelende) |
| Besatzung              | 1                                       |